# Club Juan Aurich
A Club Juan Aurich (röviden: Juan Aurich) Peru egyik legnagyobb múltú labdarúgócsapata. A piros–fehér színekkel rendelkező együttes otthona Lambayeque megye székhelye, Chiclayo, hazai pályája az Estadio Elías Aguirre. A csapat eddig egyszer, 2011-ben nyerte meg a perui bajnokságot.

## Története

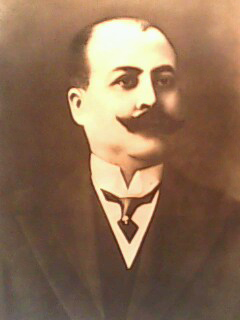
Juan Aurich, a névadó

A klubot 1922. szeptember 3-án alapította a ma Ferreñafe tartományhoz tartozó Batagrande hacienda néhány munkása, akik a csapatot az hacienda birtokosáról, a spanyol és német ősökkel rendelkező Juan Aurich Pastorról nevezték el. 1933-ban az uruguayi Jorge Domenech edző vezetésével megnyerték a chiclayói városi bajnokságot.
1953. július 5-én a csapat busza egy trujillói barátságos mérkőzésről tartott hazafelé, amikor egy vasúti kereszteződésben ütköztek a vonattal: a 22 halálos áldozat között labdarúgók, családtagjaik és szurkolók is voltak.
1967-ben a Copa Perú harmadik helyének megszerzése után a következő évben már az első osztályú bajnokságban szerepelhettek, ahol mindjárt ezüstérmet is nyertek, ezzel pedig (a perui labdarúgás történetében első vidéki csapatként) kivívták a jogot a Libertadores-kupában való indulásra is. Itt a csoportkörben mind a négy csapat azonos pontszámmal végzett, de a Juan Aurich nem jutott tovább. 1983-ban búcsúzni kényszerültek az első osztálytól, majd 1988 és 1991 között különböző regionális ligákban szerepeltek, de ott nem értek el kimagasló eredményeket, sőt, a klub hamarosan meg is szűnt.
2004 novemberének végén a chiclayói helyi bajnokság első osztályában szereplő Club Social Deportivo Mariscal Nieto nevű klub nehézségei miatt Juan Merino és barátai úgy döntöttek, a csapatot „átalakítva” újjászervezik a Juan Aurichot, amely hamarosan, a Sport Águila büntetőkkel történő 5–3-as legyőzésével ismét feljutott az első osztályba. Az elnökséget Edwin Oviedo vállalkozó vette át, aki modern arculatot és professzionális működési hátteret biztosított a klubnak. 2010-ben ismét indulhattak a Libertadores-kupában, ahol idegenben 1–2 arányban legyőzték a mexikói CD Estudiantes Tecos csapatát, ezzel pedig az első perui klubbá váltak, akik tétmérkőzésen Mexikóban győzni tudtak. Első legnagyobb hazai sikerüket 2011-ben érték el, amikor sikerült megnyerniük a perui bajnokságot.

## Stadion
A Juan Aurich stadionja az 1970-ben felavatott, 22 000 férőhelyes Estadio Elías Aguirre. 2005-ben felújították, hogy otthont adhasson az U17-es világbajnokság mérkőzéseinek; ezen felújítás során műfüves talajt is kapott.